# Банда Николая Капущу
Банда Николая Капущу — преступная группировка, существовавшая в Московской области в середине 1990-х годов. Отличалась исключительной жестокостью. В конце 1997 года ликвидирована сотрудниками правоохранительных органов. По словам работника Мособлпрокуратуры, расследовавшего дело, это была одна из самых жестоких банд Подмосковья в 1990-е годы.

## История создания
Банду возглавлял житель посёлка Томилино Люберецкого района Московской области Николай Капущу (в СМИ его фамилия искажалась — «Капушев» или «Капущев»). Он был болен туберкулёзом. По одной из версий, узнав, что ему осталось жить не более четырёх-пяти лет, он решил заработать себе денег на лечение, для чего организовал преступную группу.

По данным МВД Узбекистана: 
Капущу Николай Константинович, 13 декабря 1954 г. р., уроженец Казахской ССР. По национальности болгарин (родной язык не знает). В 1988 году Ленинским районным народным судом Ташкента осуждён за совершение умышленного убийства, приговорён к семи годам лишения свободы. Освободился из мест отбытия наказания 7 августа 1994 года. На путь исправления не встал
По данным газеты «КоммерсантЪ», Николай Капущу в 1994 году перебрался из Узбекистана в Подмосковье, обосновался в Люберецком районе, где стал отцом двоих детей и устроился водителем в Люберецкое АТП. Там же познакомился с ранее судимым за разбой Сергеем Сиротко и его приятелями Валерием Волковым и Вадимом Зубаревым. Позднее к банде присоединились ещё трое местных жителей: Сергей Туляков (в 1995 году он проходил по делу о бандитизме, но в связи с ухудшением здоровья был освобождён из СИЗО и скрылся от следствия), а также неоднократно судимый Владимир Кулешов. 
Близким помощником Капущу был Вадим Зобов (род. 1975), хронический алкоголик, родившийся в семье инженеров. Обычно он занимался закапыванием трупов убитых

## Деятельность банды
Первоначально преступная группа Капущу специализировалась на разбойных нападениях на квартиры и частные дома. Вооружившись пистолетами, бандиты вламывались в чужое жилище, заковывали своих жертв в наручники и выносили всё ценное.
В июне 1995 года приятельница члена банды Волкова навела бандитов на квартиру своего бывшего мужа Валерия Серебрякова. Тот был «челноком» и возил товар из Турции. В квартире коммерсанта на Шоссе Энтузиастов грабители нашли радиоаппаратуру, комплекты импортной одежды и деньги — 7 тысяч долларов США и 140 миллионов российских рублей. Бандиты избили свою жертву дубинками, но оставили в живых.
В банде шли внутренние выяснения отношений: в мае 1996 года Волков при свидетелях — других членах банды — застрелил Сиротко, несколько дней спустя он убил своего сообщника Константина Кулагина, а год спустя сам Волков, по версии газеты «КоммерсантЪ», был зарезан при невыясненных обстоятельствах возле своего дома в Люберцах. Однако, по данным газеты «Вечерняя Москва», Волкова убил Капущу из огнестрельного оружия. Зубарев к этому моменту прекратил свою деятельность, и Капущу начал заново собирать поддельников. 

### Вова Маленький
В 1996 году в банду вошëл Владимир Никитин (СМИ иногда искажают его фамилию как «Никонов»). Клички — Вова Маленький или Беспредельщик. С его приходом банда изменила профиль деятельности. Преступления стали изощрённее, группировка стала совершать убийства, в том числе трудно объяснимые с точки зрения логики и противоречащие неписаным правилам российской уголовной среды — так называемым «воровским понятиям» (например, убийство малолетних детей считается серьёзным проступком). Одна из версий такого поведения — то, что Никитин, судимый ранее лишь за неуплату алиментов, был наркоманом.
Согласно справке МВД РФ:
Никитин Владимир Владимирович, 1966 г. р. Уроженец и житель Москвы, ранее неоднократно судим. После армии стал употреблять наркотики. С 1991 года официально нигде не работал. С последнего места работы был уволен за прогулы. Бывшая сожительница характеризует Никитина, как «беспредельщика». На шее имеется круговая татуировка с надписью «линия отреза»
Вскоре к банде примкнул Владимир Гулевский (род. 1949). В 1984 году он был осуждён за убийство и в колонии отбыл весь срок — 13 лет. Гулевский привёл в банду своего соседа по колонии, бывшего мелкого предпринимателя Рослякова, ранее торговавшего на рынке в Лужниках. Сергей Росляков (род. 1956) — также уроженец Люберец, неоднократно судим за бандитизм, отбыл срок 13 лет за убийство. Согласно справке МВД, «Женат, имеет ребенка, полный, сильно заикается, вид имеет добродушный. В 1995 году был арестован за нападение на инкассатора, однако районный судья, несмотря на обвинение в бандитизме и разбое, в 1996 году выпустил его под залог».
Среди других членов банды были В. Милованов, Е. Шишлов и В. Тырлыгин.
Начиная с мая 1997 года Капущу на пару с Зобовым совершали нападения на водителей. Они работали по базе объявлений в газете «Из рук в руки»: назначали встречу человеку, желавшему продать автомобиль. Покупателем обычно выступал Зобов, а во время просмотра машины к нему присоединялся Капущу. Бандиты, угрожая ножом и пистолетом, выкидывали автовладельца с водительского сиденья и быстро уезжали. Так они завладели четырьмя автомобилями «Волга» и «Жигулями».
Позднее банда снова переключилась на жилища, причём действовать преступники стали жёстче: начали убивать своих жертв.
29 июля 1997 года Капущу, Росляков и Гулевский убили предпринимателя с рынка «Лужники» Тамару Потапову (по другой версии, её фамилия — Полатова). Она была подругой жены Рослякова, и тому было известно, что Потапова даёт в долг деньги под проценты и на днях она должна была получить пять тысяч долларов. Потапова сама открыла дверь. Бандиты обыскали всю квартиру, но денег не нашли, после чего задушили хозяйку плетёным шнуром и взяли с собой японский телевизор и набор позолоченных ложек.

### Убийство водочных цеховиков
В октябре 1996 года банда Капущу решила напасть на квартиру директора подпольного цеха по розливу водки Геннадия Винникова. Его цех, где работало семь человек, располагался в Москве, в полузаброшенном здании на Федеративном проспекте в районе Перово. Член банды Владимир Никитин ранее работал в этом цеху и знал, что ежедневный доход Винникова — до $1000. Предпринимателя дома не оказалось, однако бандиты застали его брата Андрея, жену и дочь. За отказ выдать деньги Капущу отрезал Андрею Винникову ухо, а остальных бандиты связали и накрыли одеялами так, что те чуть не задохнулись.
В августе 1997 года они похитили и жестоко избили приятеля Никитина — рабочего другого цеха по подпольному производству водки и аперитива «Клюковка» Александра Чекмарёва (газета «Вечерняя Москва» называет его Юрием Чистарёвым). Тот рассказал про хозяина Самылина и сообщил его адрес.
21 августа бандиты напали на квартиру владельца подпольного водочного цеха Николая Самылина (по другим данным, его фамилия — Самолин) на улице Металлургов в Москве. Самылина и его жену пытали паяльником и резали ножом. Запытав их до смерти, грабители забрали все ценные вещи из квартиры. В лесополосе между деревнями Мотяково и Торбеево ранним утром 22 августа бандиты задушили и своего наводчика — Чекмарёва, положив ему на горло палку и встав на неё.
22 августа бандиты вновь приехали к Геннадию Винникову (в СМИ его фамилия иногда искажается — «Мельников» или «Линников»). Его подкараулили возле цеха на Измайловском бульваре (по другой версии — на Федеративном проспекте) Москвы, куда тот подъехал на своём автомобиле «Ауди». С Винникова сняли золотую цепь, отрезали ухо и привезли в его квартиру, где находилась мать Нина Винникова. Мать и сына связали, затем вынесли из квартиры все ценные вещи. После этого бандиты поехали в Подмосковье, сперва на квартиру Гулевского, а потом на берег Москва-реки возле деревни Михалево Воскресенского района, где истязали Винникова до смерти, требуя сообщить им, где находятся деньги.
На теле убитого Винникова были многочисленные раны, на шее болтался буксировочный трос, неподалёку валялись сожжённые документы и белая перчатка.

### Убийство семьи Лариных
23 августа 1997 года Никитин выяснил, что в деревне Верхнее Мячково Раменского района Московской области, неподалёку от дома его сожительницы, строит роскошную дачу 30-летняя предпринимательница Елена Ларина, занимавшаяся челночной торговлей. Сама Елена, у которой в Москве была лишь комната в коммунальной квартире, летом вместе со своим сожителем Олегом Семыкиным и тремя несовершеннолетними детьми жила в двух бытовках возле строящегося дома.
Бандиты пригласили строителей кирпичного особняка на совместное распитие спиртных напитков. От рабочих-украинцев они узнали, что на стройку Ларина затратила 30 000$ и что работ предстоит ещё много. Строители сообщили, что предпринимательница должна вернуться из Турции на следующий день и привезти с собой много денег, чтобы расплатиться за работу со строителями, и вещи, которые она намеревалась отвезти наутро на рынок в столичном районе Кузьминки.
Вечером 24 августа Капущу, Никитин, Зобов, Росляков и Гулевский ворвались в дом, когда Елена, её гражданский муж и дети — 10-летняя Диана, 12-летняя Оксана и 8-летний Максим — собирались ложиться спать.
По версии газеты «КоммерсантЪ», грабители связали всех членов семьи, затем вынесли на улицу сумки с товаром, который хранился в доме, после чего начали выпытывать у Лариной, где та прячет ключи от московской квартиры и деньги. Ларина была в шоке от нападения и расстрела детей, т.к. разъярённые бандиты застрелили обеих дочерей через подушки. Мальчик к тому времени задохнулся от кляпа. Получив ключи, бандиты застрелили Ларину. Затем они подожгли весь дом. Муж Лариной, который получил закрытую черепно-мозговую травму при проникновении бандитов в дачный дом, сгорел заживо.
Согласно показаниям Никитина, которые он дал на допросе:
На кроватях спали мальчики… Я зашёл в первую комнату, слышу какой-то шум. Проснулся мужчина, выбежал, мы его остановили и связали. Потом я зашёл в другую комнату. Там эта Лена сидела. Росляков и я говорим: «Давай деньги!» Она: «Нету денег». А девчонка говорит: «Мама, отдай!» Лена сказала: «Замолчи!» Я отвёл девчонку в другую комнату и там связал. Вернулся, связал вторую девчонку. «Давай деньги, — говорю хозяйке, — твоя дочь сказала, что деньги есть». А она: «Нету денег!» Короче, я застрелил девчонку. Потом пошёл и застрелил парня и девчонку (…) Мальчику целился в голову, стрелял с расстояния метра, в девочку ещё ближе.
Газета «Московский комсомолец» приводит показания Никитина, данные им 4 ноября 1997 года:
По моему требованию Ларина сняла с себя золотые украшения и передала мне. Зобов завёл машину Елены, в которой находился товар Елены, и уехал. Я связал руки детям… Пока остальные нападавшие находились в комнате Елены, я отвёл одну из девочек и мальчика в комнату, где они первоначально находились, и закрыл их там, после чего вернулся обратно и увидел, что у Лариной уже связаны руки и ноги.

Я подошёл к ней и заклеил ей скотчем рот. После этого, разозлившись по той причине, что Елена не выдала деньги, несмотря на то, что об этом её просила и находящаяся рядом с нею девочка, произвёл выстрел в голову девочки, которая лежала на кровати рядом с матерью, а затем вернулся в комнату, где находились другие дети, и здесь выстрелом в голову застрелил сначала девочку, после чего выстрелил в голову мальчика, лежавших на кроватях.
Около 8 утра в субботу 24 августа бандиты приехали на а/м ВАЗ 2109 белого цвета в Москву, чтобы забрать вещи из комнаты Лариной в коммунальной квартире по адресу: Таганская улица, дом 1. Соседей дома не было, и бандиты не спеша выносили ценные вещи.

### Разоблачение
На след преступников помогла выйти наблюдательность молодого оперуполномоченного милиционера местного Таганского отдела милиции. Он, идя на службу, записал номер автомобиля, на котором приехали бандиты. Оперуполномоченный обратил внимание, что в машину грузят телевизор и объёмные сумки, но многие жители тогда переезжали, и он спустя пару часов выбросил записку с госномером в урну рядом с отделом. Потом оперативники Быковского отдела милиции Раменского УВД, приехавшие по адресу убитой и отправившиеся в местный отдел милиции, нашли её. Выяснилось, что ВАЗ 2109 был зарегистрирован на имя одного из сообщников Николая Капущу — Волкова, который был уже как полгода убит членами банды, а управлял им по доверенности другой член банды Росляков, номера кузова и двигателя были перебиты автомехаником банды Мешковым из деревни Верхнее Мячково. Так потянулась ниточка ко всей банде и её деятельности на территории Московского региона.
Через несколько дней Капущу вместе с сообщником Зобовым поздним вечером с невыясненной целью решил вернуться в Верхнее Мячково — посмотреть на место преступления. Увидев оперативников, дежуривших возле сгоревшего дома, бандиты бросились бежать. Завязалась перестрелка, но Капущу и Зобову удалось уйти, бросив автомобиль на берегу Москва-реки, а самим пустившись вплавь в ледяной осенней воде.

### Последние преступления банды
После убийства семьи Лариных банда совершила ещё несколько налётов и убила двоих человек.
Возле деревни Марусино Люберецкого района бандиты убили ранее им незнакомого жителя Молдавии по фамилии Пештерян. Ему выстрелили в лицо, затем вспороли живот и отрезали ухо. Труп сбросили в реку Пехорку.
Николай Капущу на вопрос следователей Мособлпрокуратуры, зачем он убил Пештеряна, со смехом ответил:
Зачем, зачем… Рожа его не понравилась
В том же месяце был убит милиционер управления ГУВД по Московскому метрополитену сержант Иван Тетёркин, труп которого был 5 сентября 1997 года обнаружен на улице Пионерской, д. 24, в посёлке Томилино в Люберецком районе Московской области. Вероятно, чтобы изменить труп до неузнаваемости, преступники попытались его сжечь.
После убийства Тетëркина, Никитин предложил своим приятелям по преступной группе подогнать бензовоз к зданию УВД Раменского района и взорвать его, чтобы препятствовать расследованию дела, а затем скрыться за границей. Перед этим Капущу решил достать себе фальшивые документы.

## Аресты, следствие и суд
Главаря бригады Николая Капущу арестовали 15 октября 1997 года в Москве на рынке. В течение месяца были задержаны остальные члены банды. В начале марта 1999 года Капущу начал давать признательные показания. 17 марта 1999 года он умер от туберкулёза в камере СИЗО «Матросская тишина», не дождавшись приговора суда. Похоронен на Малаховском кладбище.
У Тырлыгина был обнаружен пистолет ТТ, при помощи которого, как установила экспертиза, были совершены три преступления банды Капущу, включая убийство семьи Лариных.
22 марта 2000 года Московский областной суд вынес приговор четверым членам банды Капущу. Присяжные признали всех четверых виновными в 20 разбойных нападениях и 13 убийствах. Никитина приговорили к пожизненному заключению. Росляков получил 21 год лишения свободы, Зобов — 20, Гулевский — 17 лет. В декабре 2000 года Верховный Суд РФ оставил приговор предыдущей инстанции в силе. В настоящее время Никитин отбывает наказание в колонии Вологодский пятак в Вологодской области.

## Любопытные факты
- Николай Капущу запрещал членам банды посещать рестораны и вести «разгульный» образ жизни[2].

## В массовой культуре
- Выпуск «Люберецкий изувер» из цикла «Криминальная Россия» (телеканал НТВ, 1999 год)

- Сергей Дышев. Россия бандитская: от воров в законе до отморозков. — М.: Вече, 1998. — 528 с. — 20 000 экз. — ISBN 5-7838-0190-9.